# Gran Pudor
La Gran Pudor o Gran Fetor (Great Stink, en anglès) fou un esdeveniment al centre de Londres el juliol i agost de 1858 durant el qual el clima calorós va exacerbar l'olor de residus humans no tractats i efluents industrials que hi havia a la vora del riu Tàmesi. El problema havia anat augmentant des de feia anys, amb un sistema de clavegueram envellit i inadequat que es buidava directament al Tàmesi. Es creia que el miasma de l'efluent transmetia malalties contagioses i es van atribuir tres brots de còlera previs a la Gran Pudor als problemes amb el riu.
L'olor, i els temors dels seus possibles efectes, van provocar l'acció dels administradors locals i nacionals que havien estat considerant possibles solucions al problema. Les autoritats van acceptar la proposta de l'enginyer civil Joseph Bazalgette de desplaçar l'efluent cap a l'est al llarg d'una sèrie de clavegueres interconnectades que s'inclinaven cap a sortidors més enllà de l'àrea metropolitana. Els treballs en sistemes de nivell alt, mitjà i baix per als nous sanejaments de sortida Nord i Sud van començar a principis de 1859 i es van allargar fins al 1875. Per ajudar el drenatge, es van col·locar estacions de bombament per elevar les aigües residuals des de nivells inferiors cap a canonades superiors. Dues de les estacions més ornamentades, Abbey Mills a Stratford i Crossness als Pantans d'Erith, amb dissenys arquitectònics de l'enginyer consultor, Charles Driver, figuren a la llista de protecció de English Heritage. El pla de Bazalgette va introduir els tres terraplens a Londres pels quals circulaven les aigües residuals: els terraplens Victoria, Chelsea i Albert.
El treball de Bazalgette va garantir que les aigües residuals ja no fossin abocades a les ribes del Tàmesi i va posar fi als brots de còlera; es creu que les seves accions han salvat més vides que els esforços de qualsevol altre funcionari victorià. El seu sistema de clavegueram funciona al segle xxi, donant servei a una ciutat que ha crescut fins a superar els vuit milions d’habitants. L'historiador Peter Ackroyd sosté que Bazalgette hauria de ser considerat un heroi d'Anglaterra.

## Antecedents
Les clavegueres de maons s'havien construït a Londres des del segle xvii, quan es van cobrir seccions dels rius Fleet i Walbrook amb aquest propòsit. Al llarg del segle anterior al 1856, es van construir més de cent clavegueres a Londres i en aquesta data la ciutat tenia al voltant de 200.000 pous cecs i 360 clavegueres. Alguns dels pous filtraven metà i altres gasos que sovint s'encenien i explotaven, provocant la pèrdua de vides, mentre que moltes de les clavegueres es trobaven en un mal estat de manteniment. A principis del segle xix s'havien dut a terme millores en el subministrament d'aigua als londinencs i, el 1858, moltes de les canonades d'aigua de fusta medievals de la ciutat es van substituir per unes de ferro. Això, combinat amb la introducció del vàter i l'augment de la població de la ciutat de poc menys d'un milió a tres milions durant la primera meitat del segle xix, va provocar que circulés més aigua per les clavegueres, juntament amb l'efluent associat. Els efluents de les fàbriques, escorxadors i altres activitats industrials van posar més pressió a un sistema que ja no funcionava. Gran part d'aquest flux es va desbordar o es va abocar directament al Tàmesi.
El científic Michael Faraday va descriure la situació en una carta al juliol de 1855 a The Times: commocionat per l'estat del Tàmesi, va deixar caure trossos de paper blanc al riu per «provar el grau d'opacitat». La seva conclusió va ser que «A prop dels ponts, la feculència s'enrotllava en núvols tan densos que eren visibles a la superfície, fins i tot en aigües d'aquest tipus... L'olor era molt dolenta i generalitzada a tota l'aigua; era igual que la que surt dels embornals dels carrers; tot el riu era en aquell moment una autèntica claveguera». L'olor del riu era tan dolenta que el 1857 el govern va abocar calç de guix, clorur de calç i àcid carbòlic a la via fluvial per alleujar la pudor.
El pensament predominant en l’atenció sanitària victoriana al voltant de la transmissió de malalties contagioses era la teoria miasmàtica, que sostenia que la majoria de les malalties transmissibles eren causades per la inhalació d’aire contaminat. Aquesta contaminació podria adoptar la forma de la pudor de cadàvers o aigües residuals en descomposició, però també de vegetació en descomposició o de l'alè exhalat d'algú que ja estava malalt. La majoria creia que el miasma era el vector de transmissió del còlera, que anava en augment a l’Europa del segle xix. La malaltia era profundament temuda per tots, a causa de la velocitat amb què es podia propagar i de les seves altes taxes de mortalitat.
La primera gran epidèmia de còlera de Londres va ocórrer el 1831, quan la malaltia va causar 6.536 víctimes. El 1848–49 es va produir un segon brot en el qual van morir 14.137 residents a Londres i a aquest el va succeir un altre brot el 1853–54, en el qual van morir 10.738 persones. Durant el segon brot, John Snow, un metge establert a Londres, va notar que les taxes de mortalitat eren més altes en aquelles zones subministrades per les companyies d'aigua de Lambeth i de Southwark i Vauxhall. El 1849 va publicar un article, Sobre el mode de comunicació del còlera, que plantejava la teoria de la transmissió de malalties transmesa per l'aigua en lloc de la teoria del miasma; es va prestar poca atenció a l'article. Després del tercer brot de còlera el 1854, Snow va publicar una actualització del seu tractat, després de centrar-se en els efectes a Broad Street, Soho. Snow havia retirat el mànec de la bomba d'aigua local, evitant així l'accés a l'aigua contaminada, amb la conseqüent caiguda de morts. Posteriorment, es va establir que una claveguera amb fuites circulava prop del pou del qual s'extreia l'aigua.

## Govern local
La infraestructura cívica que supervisava la gestió de les clavegueres de Londres havia passat per diversos canvis al segle xix. El 1848 es va crear la Metropolitan Commission of Sewers (MCS) a instàncies del reformador social Edwin Chadwick i una Royal Commission. La Comissió va substituir set de les vuit autoritats que havien gestionat les clavegueres de Londres des del època d'Enric VIII; era la primera vegada que una potència unitària tenia un control total sobre les instal·lacions de sanejament de la capital. La Llei de construcció de 1844 havia assegurat que tots els edificis nous havien d'estar connectats a una claveguera, no a un pou cec, i la comissió es va dedicar a connectar-los a les clavegueres o eliminar-los del tot. A causa del temor que el miasma de les clavegueres causés la propagació de la malaltia, Chadwick i el seu successor, el patòleg John Simon, van assegurar que les clavegueres es netegessin regularment, una política que va provocar que més aigües residuals acabessin abocades al Tàmesi.

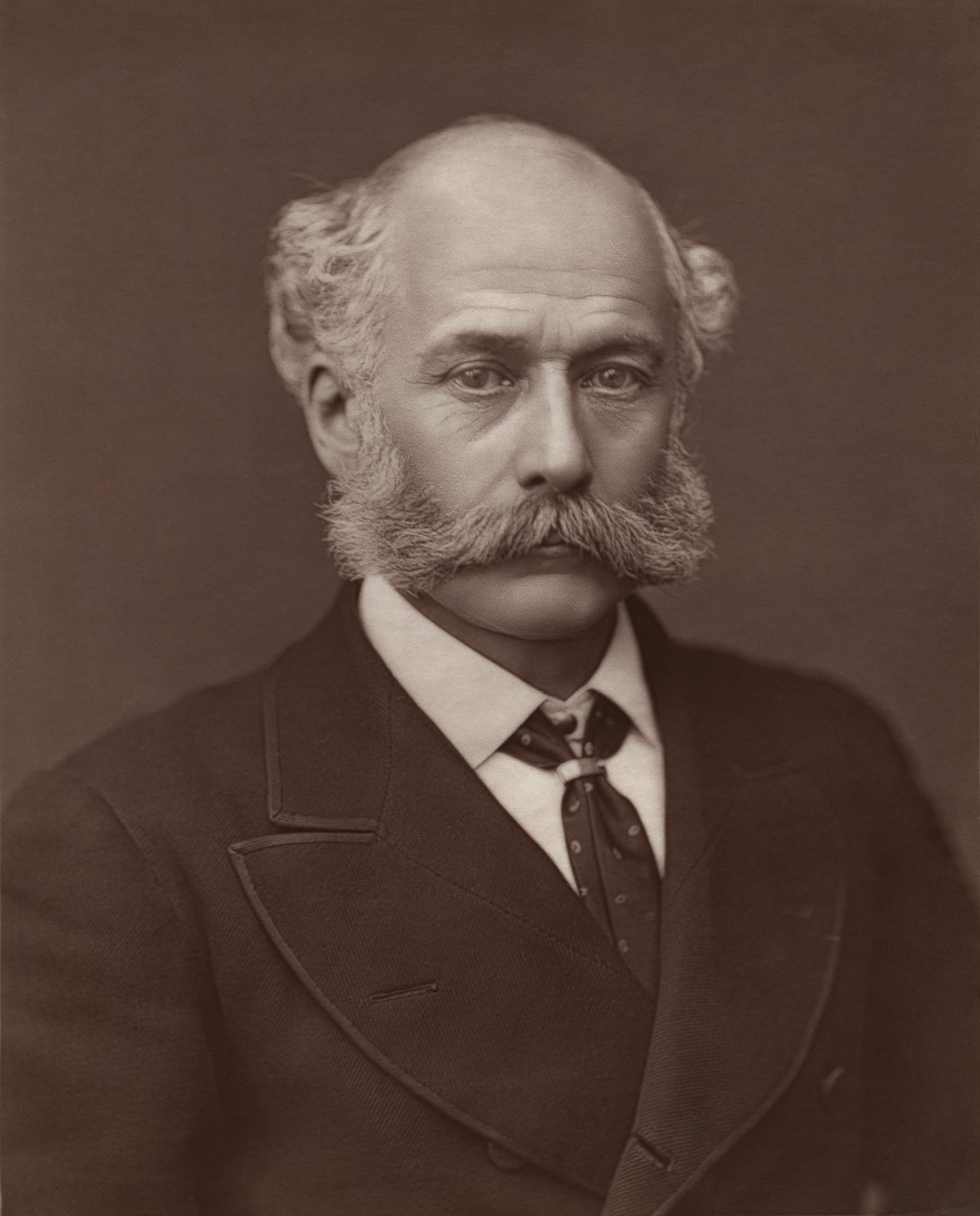
Joseph Bazalgette durant la dècada de 1870

L'agost de 1849 el MCS va nomenar Joseph Bazalgette per al lloc d'assistent d'agrimensor. Havia estat treballant com a enginyer consultor en la indústria ferroviària fins que el treball excessiu li va provocar un greu deteriorament de la salut; el seu nomenament a la comissió va ser el seu primer càrrec en tornar al lloc de treball. Treballant sota l'enginyer en cap, Frank Foster, va començar a desenvolupar un pla més sistemàtic per a les clavegueres de la ciutat. L'estrès del càrrec va ser excessiu per a Foster i va morir el 1852; Bazalgette va ascendir ocupant el seu lloc i va continuar perfeccionant i desenvolupant els plans per al desenvolupament del sistema de clavegueram. La Llei de Gestió de la Metròpoli de 1855 va substituir la comissió pel Metropolitan Board of Works (MBW), que va prendre el control de les clavegueres.
Al juny de 1856, Bazalgette va completar els seus plans definitius, que preveien clavegueres petites i locals d’uns 0,9 m de diàmetre per alimentar una sèrie de clavegueres més grans fins que es desguassaven a les canonades de sortida principals de 3,4 m d’alçada. Es va planejar una claveguera de sortida del nord i del sud per gestionar els residus de cada costat del riu. Es va cartografiar Londres en zones de nivell alt, mitjà i baix, amb un clavegueram principal que donava servei a cadascuna d'elles; es va planejar una sèrie d'estacions de bombament per eliminar els residus cap a l'est de la ciutat. El pla de Bazalgette es basava en el de Foster, però era més gran en escala i permetia augmentar més la població que Foster, de 3 a 4,5 milions. Bazalgette va presentar els seus plans a Sir Benjamin Hall, el primer comissari d’obres. Hall tenia reserves sobre els embornals —els punts d’abocament de residus a altres cossos d’aigua— procedents de les clavegueres, que segons ell encara estaven dins dels límits de la capital i, per tant, eren inacceptables. Durant les discussions en curs, Bazalgette va refinar i modificar els seus plans, d'acord amb les demandes de Hall. El desembre de 1856 Hall va presentar els plans a un grup de tres enginyers consultors, el capità Douglas Galton dels Royal Engineers, James Simpson, enginyer amb dues companyies d'aigua, i Thomas Blackwood, l'enginyer en cap del canal Kennet i Avon. Aquests van respondre a Hall el juliol de 1857 amb la proposta de canvis a les ubicacions del lloc de sortida, que va passar al MBW a l'octubre. Els nous punts de descàrrega proposats havien de ser clavegueres obertes, que havien de recórrer 24 quilòmetres més enllà de les posicions proposades per la junta; el cost dels seus plans superava els 5,4 milions de lliures esterlines, considerablement més que l'estimació màxima del pla de Bazalgette, que era de 2,4 milions de lliures esterlines. El febrer de 1858, les eleccions generals van suposar la caiguda del govern whig de Lord Palmerston, que va ser substituït pel segon gabinet conservador de Lord Derby; Lord John Manners va substituir Hall, i Benjamin Disraeli va ser nomenat líder de la Cambra dels Comuns i al ministre d'Hisenda.

## Estiu de 1858
A mitjan 1858, els problemes amb el Tàmesi ja s'havien estat gestant durant diversos anys. En la seva novel·la Little Dorrit —publicada en sèrie entre el 1855 i el 1857— Charles Dickens havia esctrit escriure que el Tàmesi era «una claveguera mortal ... en lloc d'un riu fi i fresc». En una carta a un amic, Dickens va dir: «Puc certificar que les olors ofensives, fins i tot en aquest breu olfacte, han estat de naturalesa molt distensiva per al cap i l'estómac», mentre que el científic social i periodista George Godwin va escriure que «en algunes parts, el dipòsit té més de sis metres de profunditat» a la riba del Tàmesi i que «tot això està impregnat de matèria impura». Al juny de 1858, la temperatura mitjana de Londres a l'ombra va ser de 34-36 °C i de fins a 48 °C al sol. Combinat amb un període prolongat de temps sec, el nivell del Tàmesi va baixar i l'efluent brut de les clavegueres va romandre a la vora del riu. La reina Victòria i el príncep Albert van intentar fer un creuer de plaer pel Tàmesi, però van tornar a la costa al cap de pocs minuts perquè la fetor era terrible. Ben aviat, la premsa va començar a anomenar l'esdeveniment «La gran pudor»; l'article principal de la premsa de la ciutat va observar que «la gentilesa de la parla ha acabat; fa pudor, i qui una vegada inhala la pudor mai no la pot oblidar i es pot considerar a si mateix afortunat si viu per recordar-ho». Un escriptor de The Standard hi estava d'acord. Un dels seus reporters va descriure el riu com una «abominació reproductora de plagues i tifus», mentre que un segon va escriure que «la quantitat de gasos verinosos que es llencen és proporcional a l'augment de les aigües residuals que s'aboquen al corrent». L'article principal de The Illustrated London News comentava que:
| « | Podem colonitzar els extrems més remots de la terra; podem conquerir l’Índia; podem pagar els interessos del deute més enorme mai contractat; podem difondre el nostre nom, la nostra fama i la nostra riquesa fructífera a totes les parts del món; però no podem netejar el riu Tàmesi. | » |

Al juny, la pudor del riu s'havia tornat tan dolenta que els assumptes al Parlament es van veure afectats i les cortines del costat del riu de l'edifici estaven amarades de clorur de calç per neutralitzar l'olor. La mesura no va tenir èxit i es van mantenir discussions sobre la possibilitat de traslladar les reunions del govern a Oxford o St. Albans. El The Examiner informava que Disraeli, en assistir a una de les sales del comitè, va marxar-ne poc després amb la resta de membres del comitè, «amb un feix de papers a una mà i amb el mocador de butxaca aplicat al nas» perquè l'olor era tan dolenta. La interrupció del treball legislatiu va provocar que es plantegessin preguntes a la Cambra dels Comuns. Segons Hansard, el diputat John Brady va informar a Manners que els membres no podien utilitzar ni les sales del comitè ni la biblioteca a causa de la pudor, i va preguntar al ministre «si el noble Lord ha pres alguna mesura per mitigar l'efluvi i disminuir les molèsties». Manners va respondre que el Tàmesi no estava sota la seva jurisdicció. Quatre dies després, un segon diputat va dir a Manners que «per un enginy pervers, un dels rius més nobles s'ha convertit en un pou de brossa i vull preguntar-me si el govern de Sa Majestat té intenció de prendre mesures per solucionar el problema?» Manners va assenyalar que «el govern de Sa Majestat no té res a veure amb l'estat del Tàmesi». La revista satírica Punch va comentar que «l'únic tema que absorbia les dues Cambres del Parlament... era la qüestió de la Conspiració del Verí. De la culpabilitat d'aquest vell delinqüent, el pare Tàmesi, hi havia les més grans evidències».

## Construcció

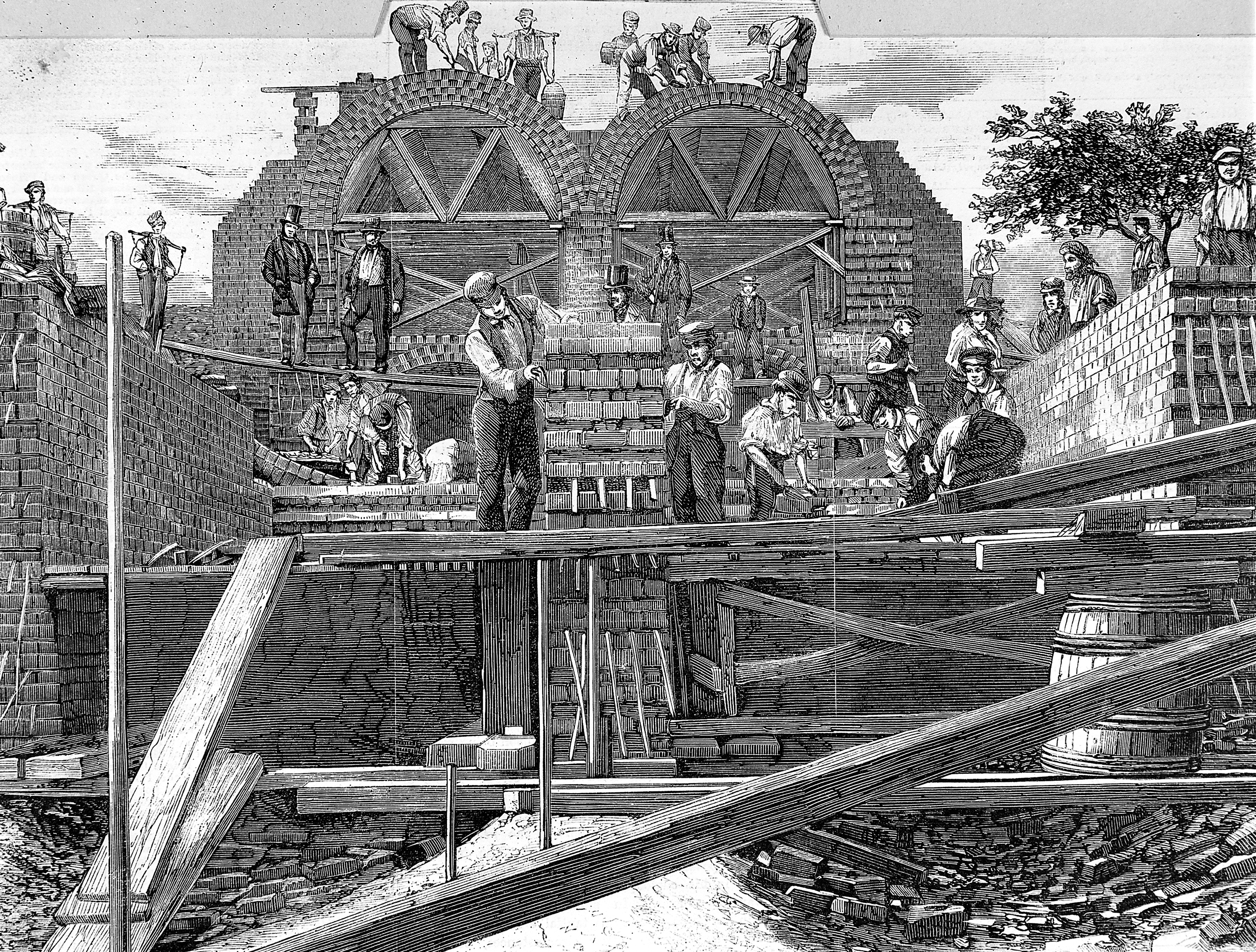
Construcció de les clavegueres el 1859, prop de Old Ford, Bow, a l'est de Londres

Els plans de Bazalgette per a 1.800 km de clavegueram addicional (per tal de recollir tant efluents com aigües pluvials), que alimentarien 132 quilòmetres de clavegueram principal interconnectats, es van licitar entre 1859 i 1865. Quatre-cents deliniants va treballar en els plànols detallats i les vistes seccionals per a la primera fase del procés de construcció. Hi havia diversos reptes d'enginyeria a superar, en particular el fet que algunes parts de Londres, inclosa la zona al voltant de Lambeth i Pimlico, es troben per sota de la línia de plenamar. Per a les zones de baix nivell, el pla de Bazalgette fou elevar les aigües residuals de punts clau de les clavegueres baixes cap a les clavegueres de cotes superiors, que després desguassarien per gravetat, cap als emissaris orientals a un gradient de 38 cm/km.
Bazalgette va ser un defensor de l'ús del ciment Portland, un material més resistent que el ciment estàndard, però amb una debilitat quan es sobre-escalfa. Per superar el problema, va instituir un sistema de control de qualitat per provar lots de ciment, que l'historiador Stephen Halliday descriu com a «elaborat» i «draconià». Els resultats es van retornar als fabricants, que van alterar els seus processos de producció per millorar encara més el producte. Un dels fabricants de ciment va comentar que el MBW va ser el primer organisme públic a utilitzar aquests processos de proves. La premsa va informar favorablement del progrés de les obres de Bazalgette. L'historiador de l'arquitectura Paul Dobraszczyk descriu que la cobertura presentà molts dels treballadors «des d'punt de vista positiu, fins i tot heroic», i el 1861 The Observer va descriure el progrés a les clavegueres com «l'obra més cara i meravellosa dels temps moderns». Els costos de construcció van ser tan elevats que el juliol de 1863 es van prestar 1,2 milions de lliures addicionals a la MBW per cobrir el cost de l'obra.

### Sistema de drenatge sud
El sistema sud, a través dels suburbis menys poblats de Londres, era la part més petita i fàcil de construir del sistema. Tres clavegueres principals anaven de Putney, Wandsworth i Norwood fins que s'unien a Deptford. En aquell punt, una estació de bombament elevava l'efluent 6,4 m (21 peus) cap a la claveguera principal de sortida, que anava fins a l’Estació de Bombament Crossness als pantans d’Erith, on era abocada al Tàmesi a una cota elevada. L'estació de nova construcció de Crossness va ser dissenyada per Bazalgette i un enginyer consultor, Charles Driver, defensor de l'ús del ferro colat com a material de construcció. L'edifici tenia un estil romànic i l'interior conté ferreries arquitectòniques que English Heritage qualifica d'importants. L'energia per bombar la gran quantitat de clavegueram la proporcionaven quatre motors de feix massiu, anomenats Victoria, Prince Consort, Albert Edward i Alexandra, que van ser fabricades per James Watt and Co.
L'estació va ser inaugurada l'abril de 1865 pel príncep de Gal·les —el futur rei Eduard VII— que va engegar oficialment els motors. La cerimònia, a la qual van assistir altres membres de la reialesa, diputats, el Lord Alcalde de Londres i els arquebisbes de Canterbury i York, va ser seguida d'un sopar per a 500 persones al mateix edifici. La cerimònia va marcar el final de la construcció de les clavegueres de drenatge del sud i l'inici del seu funcionament.
Amb la finalització amb èxit de la sortida sud, un dels membres de la junta directiva de l'MBW, un diputat anomenat Miller, va proposar una bonificació per a Bazalgette. La junta va accedir-hi i estava disposada a pagar a l'enginyer 6.000 lliures esterlines, el triple del seu salari anual, amb 4.000 lliures addicionals per repartir entre els seus tres ajudants. Tot i que posteriorment la idea es va desestimar arran de les crítiques, Halliday observa que les grans quantitats discutides «en un moment en què la parsimònia era la característica dominant de la despesa pública és una ferma indicació de la profunditat de l'interès públic i l'aprovació que sembla haver caracteritzat l'obra».

### Sistema de drenatge nord
La riba nord del Tàmesi era la més poblada, amb dos terços de la població de Londres, i les obres havien de continuar per carrers congestionats i superar obstacles tant urbans com canals, ponts i línies de ferrocarril. Les obres del sistema van començar el 31 de gener de 1859, però la construcció va topar amb nombrosos problemes, inclosa una vaga de treballadors el 1859-60, gelades dures a l'hivern i precipitacions més fortes que les normals. La pluja va ser tan intensa al juny de 1862 que es va produir un accident a les obres de reconstrucció del clavegueram del Fleet. Les profundes excavacions es desenvolupaven paral·leles a l'excavació d’un tall a Clerkenwell per al Metropolitan Railway (actualment, la Metropolitan Line), i el mur de 2,6 metres que divideix les dues trinxeres es va esfondrar, vessant les aigües del Fleet a Victoria Street i danyant la xarxa de gas i aigua.
El clavegueram de nivell alt —el més al nord de les obres— anava des de Hampstead Heath fins a Stoke Newington i travessava Victoria Park, on s'unia amb l'extrem oriental del clavegueram de nivell mitjà. El clavegueram de nivell mitjà començava a l'oest a Bayswater i recorria Oxford Street, a través de Clerkenwell i Bethnal Green, abans de la connexió. Aquest clavegueram principal combinat anava fins a l'estació de bombament d'Abbey Mills a Stratford, on s'unia a l'extrem oriental del clavegueram de nivell baix. Les bombes d’Abbey Mills elevaven l'efluent de la claveguera de nivell baix fins als 11 m cap al clavegueram principal. Aquest clavegueram principal corria 8 quilòmetres, al llarg del el que ara es coneix com a Greenway (Via Verda), fins a la sortida de Beckton.
Igual que l'estació de bombament de Crossness, Abbey Mills fou un disseny conjunt de Bazalgette i Driver. A sobre del centre de l'edifici de màquines hi havia una cúpula ornamentada que, segons Dobraszczyk, dona a l'edifici una «semblança superficial... a una església bizantina». L'historiador de l'arquitectura Nikolaus Pevsner, al seu Edificis d'Anglaterra, pensava que l'edifici mostrava «una arquitectura apassionant aplicada als propòsits més malsans»; continuava descrivint-ho com «una barreja poc ortodoxa, d'estil gòtic vagament italià, però amb nivells de finestres romanes d'Orient i una llanterna octogonal central que afegeix un elegant sabor rus».
Per proporcionar el drenatge de les clavegueres de nivell baix, el febrer de 1864 Bazalgette va començar a construir tres terraplens a la vora del Tàmesi. Al costat nord va construir el Victoria Embankment, que va des de Westminster fins al pont Blackfriars, i el Chelsea Embankment, que va de Millbank al moll Cadogan de Chelsea. El costat sud conté l'Albert Embankment, des de l'extrem Lambeth del pont de Westminster fins a Vauxhall. Va fer recórrer les clavegueres per la vora del Tàmesi, construint parets a la riba, fent passar les canonades de clavegueram per l'interior i omplint-les al voltant. Les obres van requerir més de 21 hectàrees de terra del Tàmesi; el Victoria Embankment tenia l'avantatge addicional d'alleujar la congestió de les carreteres preexistents entre Westminster i la ciutat de Londres. El cost de la construcció dels terraplens es va estimar en 1,71 milions de lliures esterlines, de les quals 450.000 es van utilitzar per comprar les propietats necessàries davant del riu, que tendien a ser per a ús industrial lleuger. El projecte va ser considerat important a nivell nacional i, amb la reina incapaç d'assistir-hi a causa d'una malaltia, el príncep de Gal·les va inaugurar el Victoria Embankment el juliol de 1870. L'Albert Embankment s'havia completat el novembre de 1869, mentre que el Chelsea Embankment es va inaugurar el juliol de 1874.